# Хомяков, Дмитрий Олегович
Дмитрий Олегович Хомяков (род. 31 мая 1992 года) — российский спортсмен-тяжелоатлет, чемпион Европы.

## Спортивная карьера
Наивысшими достижениями Дмитрия Хомякова является золотая медаль на чемпионате Европы 2013 года в Тиране в весовой категории до 77 кг. 

### Результаты выступлений
| Год  | Соревнование             | Место проведения  | Весовая категория | Рывок  | Толчок | Сумма двоеборья | Место |
| 2009 | Юношеский чемпионат мира | Чиангмай          | до 69 кг          | 130 кг | 154 кг | 284 кг          | 1     |
| 2011 | Юниорский чемпионат мира | Пинанг            | до 77 кг          | 155 кг | 181 кг | 336 кг          | 2     |
| 2012 | Юниорский чемпионат мира | Антигуа-Гуатемала | до 77 кг          | 155 кг | 187 кг | 342 кг          | 1     |
| 2013 | Чемпионат Европы         | Тирана            | до 77 кг          | 161 кг | 190 кг | 351 кг          | 1     |
| 2013 | Универсиада              | Казань            | до 77 кг          | 163 кг | 188 кг | 351 кг          | 3     |